# Рони Ле Текрьо
Рони Ле Текрьо (с рождено име на норвежки: Rolf Ågrim Tekrø; роден през 1963 г.) е норвежки китарист, композитор и продуцент, известен от групите Ти ен Ти (TNT) и Vagabond. От 1990 г. ръководи собствено музикално студио.

## Биография
Текрьо се премества от Осло във Вестре Тотен със семейството си, когато е на 6 – 7 години и оттогава живее там с изключение на кратка пауза от 1982 до 1985 г., когато живее в Трондхайм и Лонг Айлънд, Ню Йорк.
Текрьо помага за формирането на Ти ен Ти през 1982 г. и преди това е започнал да свири на китара в местна метъл група от Рауфос; Rockfire, през 1977 г. Групата променя името си на Roquefire и издава сингъл през 1981 г. Когато Ти ен Ти се разпада през 1992 г., той създава групата Vagabond, която съществува до повторното събиране на TNT през 1996 г. Наред с Ти ен Ти, Vagabond и солова кариера той също си сътрудничи музикално с джаз китариста Терье Рипда и издава три албума с него.
От 80-те години на XX век той е влиятелен хевиметъл китарист и е класиран в топ 10 в броя на списание Guitarplayer от октомври 1989 г. (сега Guitar World). Текрьо също е обявен за един от 25-те най-добри китаристи в света в своя жанр през февруари 2009 г. Сред онези, които се изказват положително за изразителния стил на Текрьо, е бившият китарист на Ози Озбърн, Зак Уайлд.
От 1990 г. Текрьо управлява студиото Studio Studio Nyhagen във Вестре Тотен.
Той получава наградата Spellemann през 1987 г. в категорията за рок заедно с Ти ен Ти за албума Tell No Tales, наградата Gammleng в категорията поп/рок през 2000 г., наградата за култура Vestre Totens през 2001 г. и стипендията за артисти на общината на окръг Опланд през 2000 г.
Музикалното студио на Текрьо Studio Studio Nyhagen и околността са използвани като място за телевизионния сериал Rockeskolen по TV 2 през 2007 г. Самият Текрьо допринася като „директор“ в Rockeskolen, където обучава младежи с класическо образование как да правят рок. Програмата е базирана на Британското училище за рок с директор Джийн Симънс.
През 2009 г. Текрьо прави турне в Норвегия с известните норвежки китаристи Мадс Ериксен и Терье Рипдал. Те се наричат N3 и са на практика същата концепция като G3. Тяхната подгряваща група се състои от Паоло Виначиа (барабани), Франк Ховланд (бас китара) и Гунар Биеланд (клавишни).